# Fabio Luisi
Fabio Luisi (født 17. januar 1959 i Genova) er en italiensk dirigent. 
Luisi er førstedirigent for The Metropolitan Opera i New York og chefdirigent for operaen i Zürich. Han blev i 2017 chefdirigent for DR SymfoniOrkestret. Fabio Luisi har været chefdirigent for Wiener Symphoniker og Dresdens Statskapel og har modtaget en Grammy Award for sine Wagner-opførelser på The Metropolitan Opera.